# Николь, Пьер (разведчик)
Пьер Николь (фр. Pierre Nicole; 20 мая 1909 года — 1987 год) — швейцарский политик, агент советской разведки.

## Биография
Родился 20 мая 1909 года. Сын швейцарского политического деятеля Николя Леона, некоторое время руководившего социалистической и коммунистической партиями. После окончания школы поступил в экономический институт. В 1932 году уехал в Англию, где продолжал учёбу. Некоторое время он был председателем Объединенной партии труда.
Когда началась гражданская война в Испании, Пьер Николь отправился туда в качестве военного корреспондента.
В Испании его завербовал резидент РУ РККА Леонид Анулов.
Пьер Николь имел хорошие связи в политических и правительственных кругах. Он занимался поисками людей, которые могли бы предоставлять военно-политическую информацию по фашистской Германии. Через знакомых финансистов он поддерживал финансовые связи резидентуры. Добывал информацию о работах по ядерной тематике, которые велись в Германии. Служил связным между своим отцом и швейцарской КП, с одной стороны, и Шандором Радо с другой.
В статье, опубликованной 2 марта 1951, он обвинил Федеральный совет в намерении втянуть Швейцарию в число стран-противниц СССР. За это в декабре 1951 года был осуждён на 15 месяцев.
Помогал отцу после его исключения в 1954 году из Швейцарской партии труда (преемницы коммунистической партии) и основал вместе с ним Прогрессивную партию, которая уже в 1958 году была расформирована. Потом он отошёл от политической жизни.
Скончался в 1987 году.